# 今牧輝琉
今牧 輝琉（いままき ひかる、2003年11月20日 - ）は、日本の俳優。東京都出身。現在はフリーランスで活動中。

## 人物
東京都出身。 趣味はピアノ弾き語り、料理、イラスト。
身長は168cm、足のサイズは24.5cm

## 出演

### 舞台
- 藤川ミュージカルWS発表会「おしゃれキャット」（2016年） - がちょうのワルドー 役
- ZeroProject「雪のプリンセス」（2017年） - ツララ役
- 「ダンスレボリューション〜ホントのワタシ～」（2017年） - ハルオ 役
- 藤川ミュージカル「オズの魔法使い」（2017年） - ヤングディラン 役
  - 藤川ミュージカル「オズの魔法使い」（2019年） - ヤングディラン役
- ZeroProject「新☆雪のプリンセス」（2018年2月21日 - 25日、新国立劇場 小劇場） - ナダレ役
- ミュージカル「リサとガスパール ダンス!ダンス!ダンス!」（2018年4月5日 - 8日、スペース・ゼロ / 4月28日、所沢市民文化センター ミューズ / 5月4日、船橋市民文化ホール / 5月19日、府中の森芸術劇場 どりーむホール / 5月20日、戸田市文化会館） - ダンスキッズ
- 藤川ミュージカルWS発表会「巴里の猫たち」（2018年） - がちょうのワルドー 役
- Office Free Size
  - 「オールドウエスト」（2018年） - 保安官 役
  - 「shuffle!6」（2019年）
  - 「ガラ・コンサートvol.1」（2019年）
  - 「ジェイル!2019」（2019年） - レッド役
- 藤川ミュージカル「クリスマスコンサート2018」（2018年） - フリッツ役
- サンリオピューロランド 『MEMORY BOYS〜想い出を売る店〜』（2019年12月、フェアリーランドシアター） - チームフォルテ ノクターン 役
- 「アイ★チュウ ザ・ステージ ~Après la pluie~」 （2020年10月16日 - 18日、シアター1010 / 10月21日 - 25日、東京建物 Brillia HALL） - 及川桃助 役
- ミュージカル『新テニスの王子様』 - 越前リョーマ 役[2]
  - The First Stage（2020年12月12日 - 24日、日本青年館ホール / 12月29日 - 2021年1月10日、メルパルク大阪 ホール / 2月5日 - 14日、日本青年館ホール）[3]
  - The Second Stage（2022年1月28日 - 2月6日、KAAT神奈川芸術劇場 ホール / 2月11日 - 20日、TOKYO DOME CITY HALL / 2月25日 - 27日、メルパルク大阪 ホール）[4][5]
  - Revolution Live 2022（2022年10月6日 - 10日、幕張メッセ 幕張イベントホール）[6]
  - The Third Stage（2023年10月6日 - 15日、TOKYO DOME CITY HALL / 10月20日 - 29日、メルパルク大阪 ホール / 11月3日 - 12日、TACHIKAWA STAGE GARDEN）[7]
  - The Fourth Stage（2024年8月9日 - 18日、日本青年館ホール / 8月23日 - 25日、一宮市民会館 / 8月30日 - 9月8日、SkyシアターMBS / 9月13日 - 23日、日本青年館ホール）[8]
  - The Fifth Stage（2025年10月3日 - 13日〈予定〉、Kanadevia Hall / 10月18日 - 26日〈予定〉、SkyシアターMBS / 10月31日 - 11月2日〈予定〉、土岐市文化プラザ サンホール / 11月7日 - 16日〈予定〉、Kanadevia Hall）[9]
- ミュージカル『テニスの王子様』4thシーズン - 越前リョーマ 役
  - 青学vs不動峰（2021年7月9日 - 18日、TOKYO DOME CITY HALL / 7月23日 - 25日、熊本城ホール / 7月30日 - 8月8日、メルパルク大阪 ホール / 8月20日 - 29日、日本青年館ホール）[10]
  - 青学vs聖ルドルフ・山吹（2022年7月5日 - 16日、日本青年館ホール / 7月22日 - 31日、メルパルク大阪 ホール / 8月11日 - 13日、キャナルシティ劇場 / 8月18日 - 28日、天王洲 銀河劇場）
  - 青学vs氷帝（2023年1月7日 - 15日、TACHIKAWA STAGE GARDEN / 1月20日 - 29日、メルパルクホール大阪 / 2月3日 - 5日、キャナルシティ劇場 / 2月17日 - 19日、土岐市文化プラザ サンホール / 2月25 日 - 3月5日、TOKYO DOME CITY HALL）[11]
  - 青学vs六角（2023年7月15日 - 23日、TACHIKAWA STAGE GARDEN / 7月28日 - 8月6日、COOL JAPAN PARK OSAKA WWホール / 8月18日 - 20日、名古屋文理大学文化フォーラム（稲沢市民会館） 大ホール / 8月26日 - 9月3日、日本青年館ホール）[12]
  - 青学vs立海（2024年1月13日 - 21日、TACHIKAWA STAGE GARDEN / 1月26日 - 2月3日、オリックス劇場 / 2月9日 - 11日、土岐市文化プラザ サンホール / 2月23日 - 3月2日、日本青年館ホール）[13]
- 舞台『魔法使いの約束』- ミチル 役
  - 第2章（2021年11月5日 - 21日、天王洲 銀河劇場）[14]
  - 第3章（2022年4月29日 - 5月8日、天王洲 銀河劇場 / 5月13日 - 15日、アイプラザ豊橋 / 5月20日 - 22日、京都劇場）[15]
- 舞台『川越ボーイズ・シング』-喝采のクワイア-（2024年6月22日 - 30日、シアターH） - 出井天使 役[16]
- ミュージカル『NO.6』（2024年11月8日 - 17日、天王洲 銀河劇場 / 11月22日 - 24日、梅田芸術劇場 シアター・ドラマシティ） - 主演・紫苑 役（古田一紀とW主演）[17]
- 舞台『WIND BREAKER』（2025年1月3日 - 5日〈予定〉、COOL JAPAN PARK OSAKA WWホール / 1月10日 - 19日〈予定〉、シアターH） - 兎耳山丁子 役[18]
- ミュージカル『贄姫と獣の王〜the KING of BEASTS〜』（2025年3月14日 - 23日、天王洲 銀河劇場 / 3月28日 - 30日、梅田芸術劇場 シアター・ドラマシティ） - ラントベルト 役[19][20]
- One on One 36th note『呼吸する島』（2025年6月19日 - 29日、赤坂RED/THEATER） - 主演・ソウマ 役[21][22]
- 『Re〜星の王子様』Musical（2025年8月20日 - 24日〈予定〉、シアター・アルファ東京）[23]

### CM
- AEON お魚惣菜
- グリコ ポントクック